# Brug 694
Brug 694 was een bouwkundig kunstwerk in Amsterdam-West.
De twaalf meter brede duikerbrug over een drie meter brede duiker werd gebouwd als een van de twee af- en toeritten van het Andreas Ziekenhuis. Brug 694 gaf toegang tot het ziekenhuiscomplex vanuit de Schipluidenlaan. Het ontwerp zou al uit 1963 komen (de bouw van het ziekenhuis werd vertraagd) en is afkomstig van Dirk Sterenberg van de Dienst der Publieke Werken. In de herfst van 1966 ging de eerste heipaal de grond in.
In 2005 werd het ziekenhuis gesloopt en vanaf 2008 werden de terreinen ingericht voor wat uiteindelijke de woonwijk Andreas Ensemble werd. De brug werd daarbij overbodig omdat de afwateringstocht naar het oosten werd verplaatst. De brug werd gesloopt.
<<< · 600 · 601 · 602 · 603 · 604 · 605 · 606 · 607 · 608 · 609 · 610 · 611 · 612 · 613 · 614 · 615 · 616 · 617 · 618 · 619 · 620 · 621 · 622 · 623 · 624 · 626 · 627 · 628 · 629 · 630 · 631 · 632 · 633 · 634 · 635 · 636 · 637 · 638 · 639 · 643 · 651 · 652 · 653 · 655 · 656 · 657 · 658 · 659 · 660 · 661 · 662 · 663 · 664 · 665 · 666 · 667 · 668 · 669 · 670 · 671 · 673 · 674 · 675 · 676 · 677 · 678 · 679 · 681 · 682 · 683 · 684 · 685 · 687 · 688 · 689 · 690 · 691 · 692 · 695 · 696 · 699 · >>>
Verdwenen brugnummers: 625 (afgebroken brug Sam van Houtenstraat), 640, 644, 645, 646, 647, 648, 650, 672 (duiker Cornelis Lelylaan, Rembrandtpark), 694, 698.
Nooit gebouwd: 649, 680 (nooit gebouwde brug Sloterplas).
Brugnummers 641, 642, 654, 686, 693, 694 en 697 zijn onbekend.